# 山口茂治
山口 茂治（やまぐち しげじ、1900年〈明治33年〉10月18日 - 1979年〈昭和54年〉6月16日）は、昭和時代の政治家。実業家。相模原市長。相模原市議会議長。

## 経歴
神奈川県高座郡大沢村大島（相模原町大島を経て、現相模原市緑区大島）に生まれる。1916年（大正5年）鳩川農学校を卒業し、1941年（昭和16年）相模原町会議員となる。相模原町交通安全協会長、神奈川県猟友会副会長を務める傍ら、実業家として（株）山口組の社長を務めた。その後、初代から4代まで相模原市議会議長を務め、無戦災都市に競輪の開催権を取得し、神奈川県市議会議長会会長を歴任した。1959年（昭和34年）4月に相模原市長に当選。1963年（昭和38年）には再選された。
市長在任中は、首都圏衛星都市の指定を受け、欧州各国の首都圏衛星都市建設事業視察の体験を市政に生かした。具体的には住宅団地の造成、市営工業用水の完成、清掃作業所の整備、救急業務の開始、交通安全都市宣言などを行った。文化財保護や教育文化面の充実にも力を入れ、市民会館の建設、青少年相談所、児童館の開設を進めた。1964年（昭和39年）11月、病により辞任した。その後は、横浜地方裁判所調停委員、神奈川県鳥獣審議会委員などを歴任。1965年（昭和40年）相模原市自治功労彰を受章した。ほか、相馬合同トラック取締役、相模原町運転者協会長を務めた。

## 栄典
勲章等
- 1970年（昭和45年） - 勲五等双光旭日章[2]